# Sphenomorphus longicaudatus
Sphenomorphus longicaudatus är en ödleart som beskrevs av  De Rooij 1915. Sphenomorphus longicaudatus ingår i släktet Sphenomorphus och familjen skinkar.
Artens utbredningsområde är Papua Nya Guinea. Inga underarter finns listade i Catalogue of Life.